# Вальдлауберсхайм
Вальдлауберсхайм (нем. Waldlaubersheim) — община в Германии, в земле Рейнланд-Пфальц.
Входит в состав района Бад-Кройцнах. Подчиняется управлению Штромберг. Население составляет 781 человек (на 31 декабря 2010 года). Занимает площадь 8,05 км².